# 親方 (沖縄)

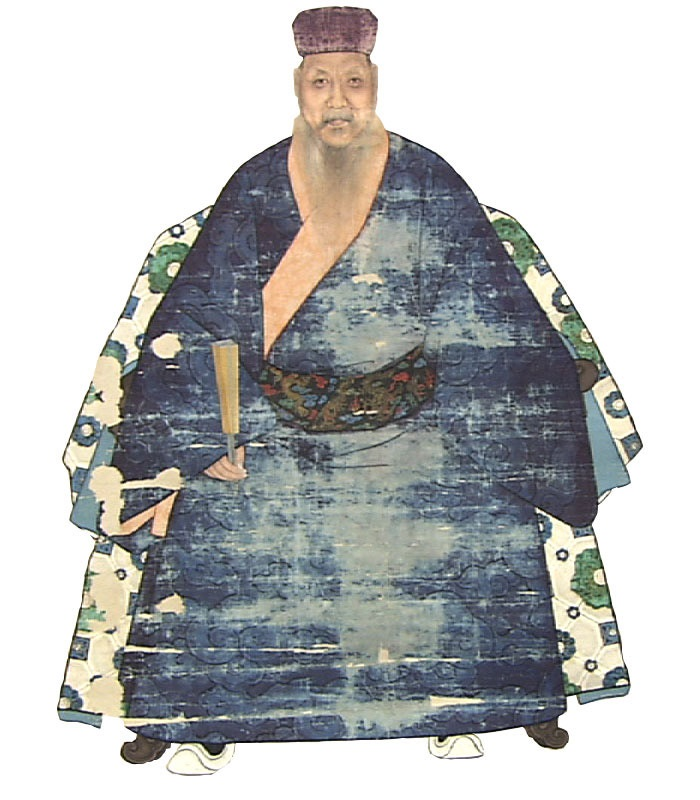
親方の図。程順則・名護親方。

親方（ウェーカタ）は、琉球王国の称号の一つ。王族の下に位置し琉球士族が賜ることのできる最高の称号である。

## 概要
親方は琉球士族が賜ることのできる最高の称号で、国政の要職についた。親方は世襲ではなく、功績のある士族が賜るもので、親方の子が必ずしも親方になるわけではなかった。紫冠を戴き、花金茎銀簪を差した。正二品以上に昇ると、金簪を差した。 
親方の称号は古くはなく、17世紀頃から使われ始めたようである。それ以前は、かなぞめ親雲上（紫の親雲上）と称した。これは紫冠に由来すると考えられている。親方を、王子、按司と含めて貴族とするか、それとも上位士族とするかであるが、『琉球国由来記』（1713年）の「官爵列品」の項目に、「この官爵（親方）、下種の極官なり」との説明があるので、士族の最上位とするのが妥当である。功績のある黄冠の士族に、特別に紫冠を賜ったのが親方の始まりとされる。 
王族が儀典関係の閑職につくのに対して、親方は政治の実務を担当し、投票で選ばれれば三司官に就任した。間切全体を有する総地頭職にある親方は、同じく間切全体を領する按司らとともに、琉球では大名（デーミョー）と呼ばれた。間切ではなく、間切内の一村の領主（脇地頭）に止まる親方は、特に脇地頭親方と呼ばれた。全体の比率では、総地頭職にある親方よりも脇地頭職にある親方のほうが多かった。
親方の邸宅は殿内（トゥンチ　ドゥンチ）と呼ばれ、これがそのまま親方家の尊称としても用いられた。例えば、小禄家や知花家は、小禄殿内や知花殿内というふうに呼ばれた。